# Deinopa
Deinopa là một chi bướm đêm thuộc họ Erebidae.

## Loài
- Deinopa angitia (Druce, 1891)